# Iversity
Iversity (Eigenschreibweise: iversity) ist eine Plattform für Online-Bildung. Das Unternehmen bietet Online-Kurse im Bereich Hochschul- und Weiterbildung an, sogenannte MOOCs. Die Einschreibung in die Kurse ist kostenfrei. Unterrichtssprachen für die teils bilingualen Kurse sind größtenteils Deutsch und Englisch.
iversity arbeitet bei der Produktion der Kurse sowohl mit einzelnen Professoren und Lehrenden als auch mit unterschiedlichen europäischen Universitäten zusammen.
Ein Teil der angebotenen Kurse wurde 2013 im Rahmen eines Wettbewerbs ausgewählt.
Die MOOC-Plattform iversity.org ging im Oktober 2013 online. Iversity hat mittlerweile 600.000 Nutzer, kooperiert mit 41 Universitäten und bot bislang 63 Kurse an (Stand Februar 2015). Das Unternehmen verfügt über Zweigstellen in Bernau bei Berlin und Berlin. Im Juni 2016 meldete das Unternehmen Insolvenz an. Am 9. August 2016 wurde bekannt, dass die Verlagsgruppe Georg von Holtzbrinck GmbH iversity im Rahmen einer übertragenden Sanierung übernimmt. In Zukunft wolle iversity sich auf Weiterbildungsangebote an Unternehmen konzentrieren.

## Geschichte
- 2008 entwickelte der Gründer Jonas Liepmann eine Beta-Version der iversity-Plattform[18]
- 2011 wurde die iversity GmbH gegründet und Hannes Klöpper stieß als zweiter Geschäftsführer hinzu.
- 2012 wurde zusätzlich zum Learning Management System un.iversity eine MOOC-Plattform entwickelt[19]
- Im Frühjahr 2013 lobte iversity gemeinsam mit dem Stifterverband für die Deutsche Wissenschaft das „MOOC Production Fellowship“, einen Wettbewerb für Online-Kurse aus. Eine Jury wählte aus 250 Vorschlägen die 10 besten MOOC-Ideen aus. Die Gewinner erhielten 25.000 € für die Produktion ihrer Kurse.[20][21][22]
- Im Oktober 2013 fand ein Relaunch von iversity.org als Plattform für Online-Lehre statt. Die Kursänderung erfolgte mit 10 Online-Kursen und 115.000 registrierten Nutzern.[23][24][25]
- Im Januar 2014 legten Studierende auf iversity.org an den Partnerhochschulen des Unternehmens die ersten kostenpflichtigen Präsenzprüfungen ab, wodurch iversity seine ersten Umsätze erzielte.
- Ein Jahr nach dem Relaunch, im Oktober 2014, erhöhte sich die Gesamtfinanzierung von iversity auf mehr als 5 Millionen €.[26][27]
- Im Juni 2016 meldet iversity Insolvenz an.
- Im August 2016 wird iversity von der Verlagsgruppe Georg von Holtzbrinck GmbH übernommen.[28]

## Kurse
Massive Open Online Courses (MOOCs) beinhalten visuelle Elemente (Kurs-Videos, Animationen, Grafiken), interaktive Elemente (Simulationen) und schriftliche Materialien (wissenschaftliche Artikel). Alle Elemente können beliebig häufig eingesehen werden. Lehrende und Studierende können in Diskussionsforen miteinander interagieren. Mit Quizzen können Lehrende den Erfolg der Lernenden überprüfen. Die meisten Kurse auf iversity.org enden mit einer Klausur oder einem Abschlussprojekt. Klausuren können vor Ort (on-site) oder online als fernbeaufsichtigte Prüfung durchgeführt werden.
Studierende auf iversity.org können zwischen unterschiedlichen Studienpfaden wählen, mit denen sie unterschiedliche Zertifikate erwerben können. Für manche Zertifikate fallen Kosten an. Universitäten, die Kurse auf iversity.org anbieten, können für deren Bestehen ECTS-Punkte vergeben. Dadurch können sich Studierende online erbrachte Credits auf ihr Präsenzstudium anrechnen lassen. ECTS-Credits werden von allen europäischen Hochschulen verwendet. Ein Zertifikat mit ECTS-Leistungspunkten wird üblicherweise nach Bestehen einer Präsenzprüfung ausgestellt.
Bei der Kursproduktion arbeitet iversity mit europäischen Universitäten und einzelnen Hochschuldozenten zusammen. Die Lehrenden produzieren ihren eigenen MOOC mit technischer Unterstützung des Plattform-Betreibers. iversity arbeitet unter anderem mit folgenden Institutionen und Organisationen zusammen:
- Libera Università Internazionale degli Studi Sociali Guido Carli (LUISS)
- RWTH Aachen
- University of Buckingham
- Umweltprogramm der Vereinten Nationen (UNEP)
- Hertie School of Governance
- Europäisches Hochschulinstitut
- Eberhard Karls Universität Tübingen
- Johannes Gutenberg-Universität Mainz (JGU)
- Deutsches Klima-Konsortium[38]
- WWF Deutschland[39]

## Geschäftsmodell
iversity erzielt seine Umsätze aus dem Verkauf von Zertifikaten, die Studierende nach dem erfolgreichen Bestehen ihrer Kurse erhalten. Diese Kurse werden für alle Arten von Lernenden angeboten, darunter Hochschulstudierende oder Angestellte. Durch die ECTS-Integration können Studierende sich Kurse auf ihr Präsenzstudium anrechnen lassen. iversity konnte 5 Millionen € in Risikokapital einwerben. Die Investoren sind T-Venture, bmp media investors, BFB Frühphasenfonds, Masoud Kamali, Westtech Ventures, CRALS, Peter Zühlsdorf und Kontor B45. Dem Beirat von iversity gehören Jörg Dräger und Édouard Husson an.